# Narcyz Jankowski
Narcyz Jankowski (né en 1827 - 14 avril 1910). Il fut l'un des dirigeants de l'organisation secrète Związek Trojnicki (pl).

## Biographie
Narcyz Jankowski est issu d'une famille de propriétaires terriens polonais installés dans la région de Kiev. Dans sa jeunesse, il sert dans l'armée russe et participe à la guerre de Crimée comme officier de cavalerie. En 1857 il fonde à Kiev l'organisation secrète Związek Trojnicki (pl) qui prône l'émancipation des paysans et la restauration de l'État polonais dans ses frontières de 1772.
En 1858, il vend la propriété familiale et s'installe à Varsovie où il fréquente la jeunesse universitaire de Académie de médecine et de chirurgie. Avec Karol Majewski (pl), il forme un comité dont la tâche est de préparer l'insurrection. Le 10 mai 1860, il est à Cracovie, où il tient une série de réunions avec des étudiants universitaires. Au début de juin, il se rend à Paris. Il y reste environ six semaines et rencontre Ludwik Mierosławski. Le 30 juillet 1860 il est arrêté à la frontière par la police autrichienne qui le soupçonne de conspiration. En janvier 1861, il est confié aux autorités tsaristes et emprisonné dans le pavillon X (pl) de la Citadelle de Varsovie.
Au cours de l'enquête il refuse de coopérer et même de donner son nom, mais les méthodes brutales de l'enquête ont fini par brouiller ses pensées. Le 4 mars la cour martiale le condamne à deux ans forteresse, peine augmentée à 4 ans. Ignorant les rapports médicaux indiquant une déficience mentale, la décision est finalement prise, de l'envoyé à Oussole en Sibérie.
À son retour, après 20 ans d'exil, il s'installe chez son frère. Il termine ses jours à l'institut pour déficients mentaux de Kiev où il décède le 17 avril 1910.

## Sources
- (pl) Cet article est partiellement ou en totalité issu de l’article de Wikipédia en polonais intitulé « Narcyz Jankowski » (voir la liste des auteurs).